# Исаев, Харон Сайд-Хасанович
Харон Сайд-Хасанович Исаев (1 апреля 1951 года, село Когалы, Талды-Курганская область, Казахская ССР, СССР) — советский и российский художник, Народный художник Чеченской Республики (2008), член Союза художников России (2001).

## Биография
Родился в Талды-Курганской области в годы депортации чеченцев. В 1957 году, после восстановления Чечено-Ингушской АССР, семья вернулась на родину, в село Урус-Мартан. В 1970 году окончил Серноводское сельскохозяйственное училище. В 1970—1972 годах служил в армии. В 1973 году поступил в Ленинградский институт живописи, скульптуры и архитектуры, но вынужден был прервать учёбу по семейным обстоятельствам. В 1975 году окончил отделение станковой живописи и графики факультета изобразительного искусства народного университета искусств Министерства культуры РСФСР. В 1972—1975 годах работал преподавателем в Урус-Мартановской средней школе № 1, а затем, до 1993 года — в Урус-Мартановской школе рабочей молодёжи. В 1985—1993 годах в содружестве с художником Исой Ясаевым оформил целый ряд музеев Чечни. В 1993—1998 годах преподавал в Урус-Мартановской детской музыкальной школе. В 1998—2001 годах директор Грозненской школы искусств. В 2001 году стал членом Союза художников России. С 2001 года по 2018 год — заведующий художественно-оформительским отделом Национального музея Чечни.

## Творчество
Картины Исаева экспонировались как на российских выставках различного уровня, так и на выставках в Сирии, Иордании, Турции. Его произведения хранятся в Национальных музеях Татарстана и Чечни, музее Эйзенхауэра (США), Королевском музее Иордании. Кроме масляных красок, использует в своём творчестве акварель, пастель, карандаши. Является автором более 1200 картин. Некоторые его работы погибли в ходе первой чеченской войны.

## Награды и звания[4]
- Заслуженный художник Чеченской Республики (2005);
- Народный художник Чеченской Республики (2008)[5];
- Медаль «За заслуги перед Чеченской республикой» (2009);
- Медаль «Академик Пётр Захаров» (2018).